# Gebhard XXIII. von Alvensleben

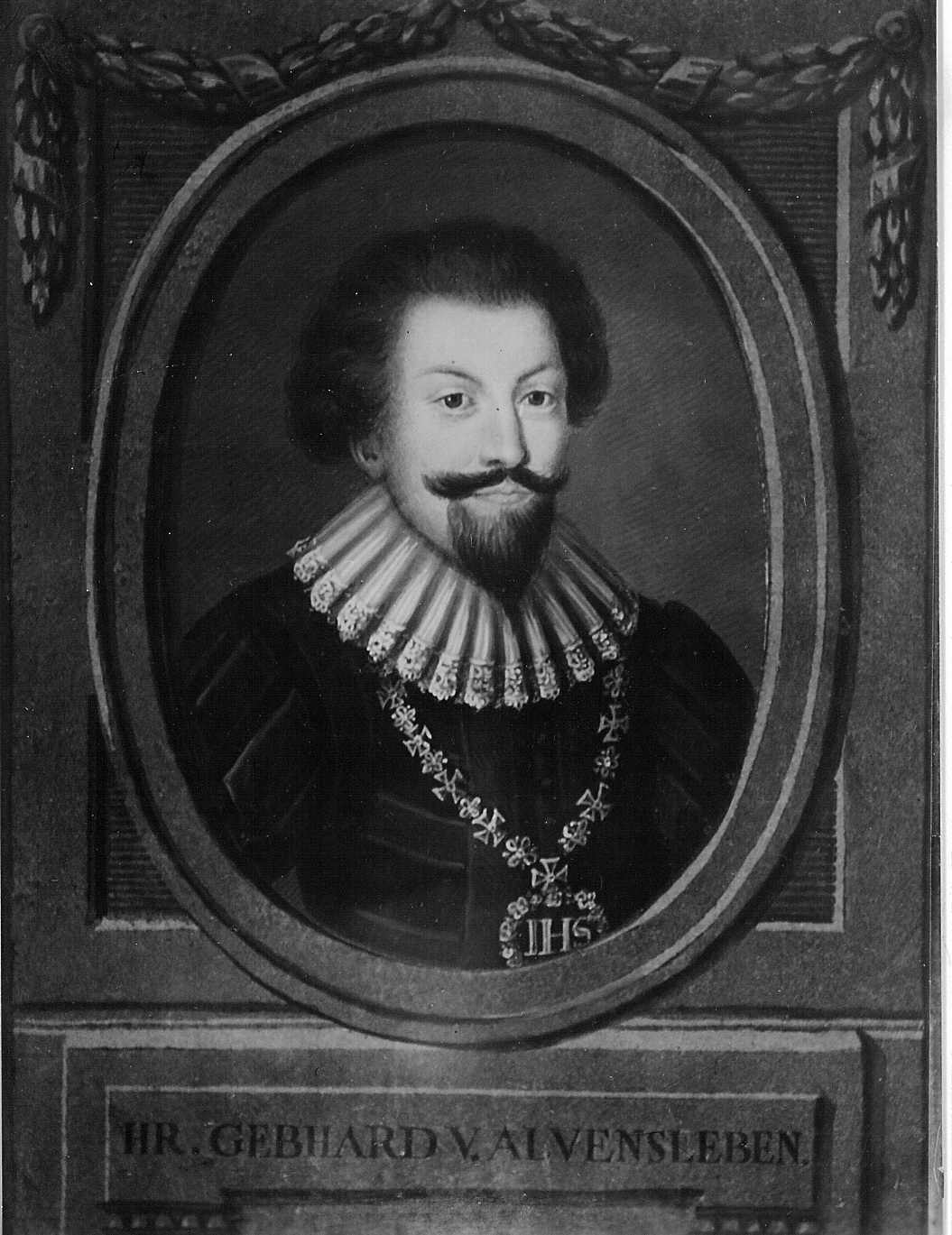
Gebhard XXIII. von Alvensleben (1584–1627)

Gebhard XXIII. von Alvensleben (* 15. April 1584; † 6. Juni 1627) war Pfandherr und Amtshauptmann auf Beeskow und Storkow (1613–1625) und von Cottbus und Peitz (1625–1627).

## Familie
Er entstammte dem altmärkischen Adelsgeschlecht von Alvensleben und war der dritte Sohn des Landrates Gebhard XXII. von Alvensleben (1543–1609) auf Neugattersleben und der Catharina von Pentz (1561–1586). Er heiratete 1613 in Köpenick Christine von Dieskau (1589–1636), Tochter des Brandenburgischen Geheimen Rates Hieronymus von Dieskau und dessen Frau Anna von Pflugk, und hatte mit ihr acht Kinder, darunter den späteren Magdeburger Rat Gebhard XXV. von Alvensleben auf Neugattersleben. Vier seiner Töchter starben als Kinder und sind in der Marienkirche in Beeskow begraben. Sein Halbbruder war der Magdeburger Domherr Kuno von Alvensleben (1588–1638).

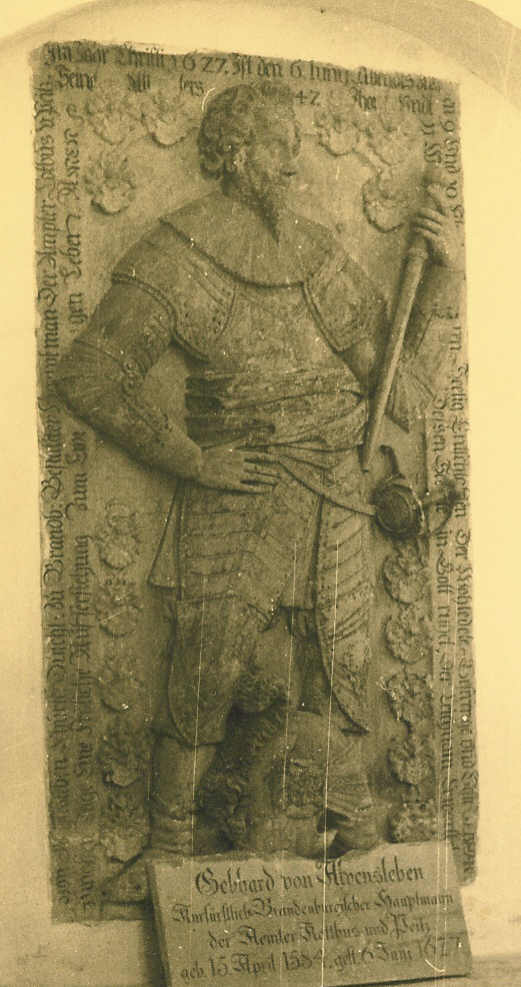
Grabdenkmal des Gebhard XXIII. von Alvensleben (Oberkirche Cottbus)

## Leben
Gebhard von Alvensleben studierte ab 1604 zusammen mit seinem Bruder Kuno an der Universität Wittenberg und danach in Straßburg. Er war vielseitig begabt, hatte vor allem mathematische Interessen und spielte mehrere Musikinstrumente. Nach dem Tode seines Vaters wohnte er zunächst auf dem Pfandbesitz in Pfütztal, das jedoch 1612 von den Grafen von Mansfeld wieder eingelöst wurde. Von der Einlösungssumme lieh er 26.000 Taler dem Kurfürsten Johann Sigismund von Brandenburg. Dafür wurde er vom Kurfürsten 1613 zum Hauptmann des Amtes Beeskow und Storkow bestellt. Während seiner Amtszeit kam es zu zahlreichen Konflikten mit den im Amtsbereich ansässigen Adelsfamilien und mit der Bürgerschaft von Beeskow. 
Daraufhin übertrug der Nachfolger von Johann Sigesmund, Kurfürst Georg Wilhelm, die Hypothek auf die Ämter Cottbus und Peitz und ernannte ihn 1625 zum dortigen Amtshauptmann. 1627 starb er jedoch plötzlich auf einer Reise am „Schlag- oder Stickflusse“. Er wurde in der Oberkirche in Cottbus beigesetzt, wo sich hinter dem Altar noch sein Grabdenkmal befindet. Die Hoffnung der Alvensleben, diese bedeutende Herrschaft in Erbbesitz zu verwandeln, zerstörte der Dreißigjährige Krieg, der die Nachkommen auf Neugattersleben verarmt zurückließ.